# حنا عيدي
حنا عيدي ممثل وكاتب مسرحي ومخرج مسرحي فلسطيني أمريكي وُلد في بلدة البقيعة بمدينة الجليل الأعلى في إسرائيل عام 1956.

## حياته
وُلد حنا عيدي في بلدة البقيعة بمدينة الجليل الأعلى في عام 1956 لأسرة فلسطينية، وحصل على بكالوريوس الآداب في الخدمة الاجتماعية من جامعة حيفا، ثم سافر إلى الولايات المتحدة الأمريكية لدراسة المسرح وحصل على بكالوريوس الفنون الجميلة في المسرح من جامعة ويسكونسن، ثم حصل على درجة الماجستير في الفنون الجميلة في الدراما والإخراج من جامعة واشنطن في مدينة سياتل.

## مسيرته المهنية
اهتم حنا عيدي بالمسرح في سن مبكرة، وعمل عقب تخرجه مديراً فنياً لأحد المسارح قبل هجرته إلى الولايات المتحدة الأمريكية. وبعد الهجرة إلى الولايات المتحدة، أسس حنا عيدي شركة نيو إيميدج ثييتر، وكتب وأنتج من خلالها العديد من المسرحيات التي ركزت على القضية الفلسطينية والصراع بين الفلسطينيين والمحتلين الإسرائيليين، وكان أشهر أعماله مسرحية «سحماتا تحت أشجار الصنوبر»، والتي شارك في كتابتها مع إدوارد ماست وعُرضت لأول مرة في مدينة سياتل بالولايات المتحدة الأمريكية عام 1996، ثم أعيد عرضها عام 2019 خلال فعاليات الدورة الثانية من مهرجان فلسطين الوطني للمسرح، وتدور أحداثها حول بلدة سحماتا العربية الفلسطينية الواقعة بالقرب من عكا والتي دمرها الإسرائيليون عام 1948.

## أعماله
يوضح الجدول التالي أهم الأعمال المسرحية التي كتبها أو أنتجها حنا عيدي أو شارك بالتمثيل فيها:
| سنة العرض | اسم العمل                | الدور                                  |
| --------- | ------------------------ | -------------------------------------- |
| 1991      | رؤية مزدوجة              |                                        |
| 1992      | أرض إبراهيم              |                                        |
| 1996      | سحماتا تحت أشجار الصنوبر | أخرجها وشارك في كتابتها مع إدوارد ماست |